# یولاندا راس
یولاندا راس (به انگلیسی: Yolonda Ross) بازیگر، کارگردان، نویسنده آمریکایی است.
از فیلم‌های معروف او می‌توان به بازی در فیلم آنتوان فیشر اشاره کرد.

## زندگی شخصی و حرفه
راس متولد و بزرگ شده در اوماها، نبراسکا است. او کارگردانی بازیگری خود را در نیویورک آغاز کرد، در سریالهای تلویزیونی "نیویورک Undercover" و "Watch Third" پخش شد. قبل از فرود کارهای برجسته در فیلم مستقل درام، (Stranger Inside 2001). فیلم تولید شده توسط HBO، برای اولین بار در تلویزیون ارائه شد، اما راس برای جایزه مستقل روح جایزه برای بهترین اجرای شعب نامزد شد. او بعدها نقش تعدادی از تولیدات مستقل و مهمان را در قانون و نظم و قصد جنایی بازی کرد و در سال ۲۰۱۱، نقش تکراری HME در Treme داشت